# Национальный музей американских индейцев

 Национальный музей американских индейцев под эгидой Смитсоновского института — музей, посвящённый быту, языкам, литературе, истории и искусству коренных жителей Западного полушария. Основан в 1989 году на основании Закона, принятого Конгрессом США. Действует под руководством Смитсоновского института. Состоит из трёх удалённых друг от друга филиалов:
- Главное здание в Вашингтоне, на Национальной аллее, открыто 21 сентября 2004 г. на перекрёстке 4-й улицы и Индепенденс-Авеню;
- Центр Джорджа Густава Хея, постоянный музей в Нью-Йорке;
- Центр культурных ресурсов в г. Сьютленд, штат Мэриленд.

## Архитектура и интерьер
Музей открыт в сентябре 2004 года на Национальной аллее (подготовка открытия заняла 15 лет). Это первый в США музей, посвящённый исключительно индейцам. Здание с оригинальной криволинейной архитектурой обложено касотским известняком золотистого цвета (Kasota limestone), имитирующим типичные для запада США скалы.
Музей спроектировал канадский архитектор из племени блэкфут Дуглас Кардинал; в проекте также участвовала компания GBQC Architects из Филадельфии и архитектор Джонпол Джонс смешанного происхождения чероки-чокто). Разногласия во время сооружения привели к уходу Кардинала из проекта, однако в здании сохранена его концепция. В создании музея приняли участие и другие видные деятели культуры родом из различных индейских племён, стремившиеся отразить в облике музея свои национальные традиции. Как заявила Донна Хауз, ботаник родом из племён навахо-онейда, которая отвечала за подготовку ландшафта вокруг здания, «Ландшафт как будто естественно перетекает в здание, ландшафт — это то, что мы есть. Мы — деревья, мы — скалы, мы — вода. И эта концепция воплощена в музее». Стремление к слиянию с природой отражено и в интерьере музея, где почти отсутствуют острые углы, а стены музея представляют собой криволинейные поверхности.
Кафе национальных индейских блюд состоит из нескольких отделов, где представлена кухня таких регионов, как Северный Вудленд, Южная Америка, Северо-западное побережье Тихого океана, Мезоамерика и Великие равнины. В кафе не представлена лишь кухня юго-восточных племён, так называемых Пяти цивилизованных племён.

## Нью-Йоркский филиал — Фонд Джорджа Густава Хея
В музее представлена коллекция, включающая более 800 тыс. предметов, а также архив из 125 тыс. фотографических изображений. Коллекцию, которую приобрёл Смитсоновский институт в июне 1990, собирал антиквар Джордж Густав Хей в течение 54 лет, начиная с 1903 года. Хей путешествовал по Северной и Южной Америке, собирая предметы быта и культуры индейцев, и на основе данной коллекции создал нью-йоркский Музей американских индейцев, который был открыт в 1922 году.

## Защита от репатриации индейских ценностей
Важно отметить, что коллекция музея не попадает под действие «Закона о защите и репатриации могил коренных американцев», что было специально предусмотрено в постановлении об открытии музея в 1989 году.

## Журнал
Музей также публикует ежеквартальный журнал American Indian.

## Галерея

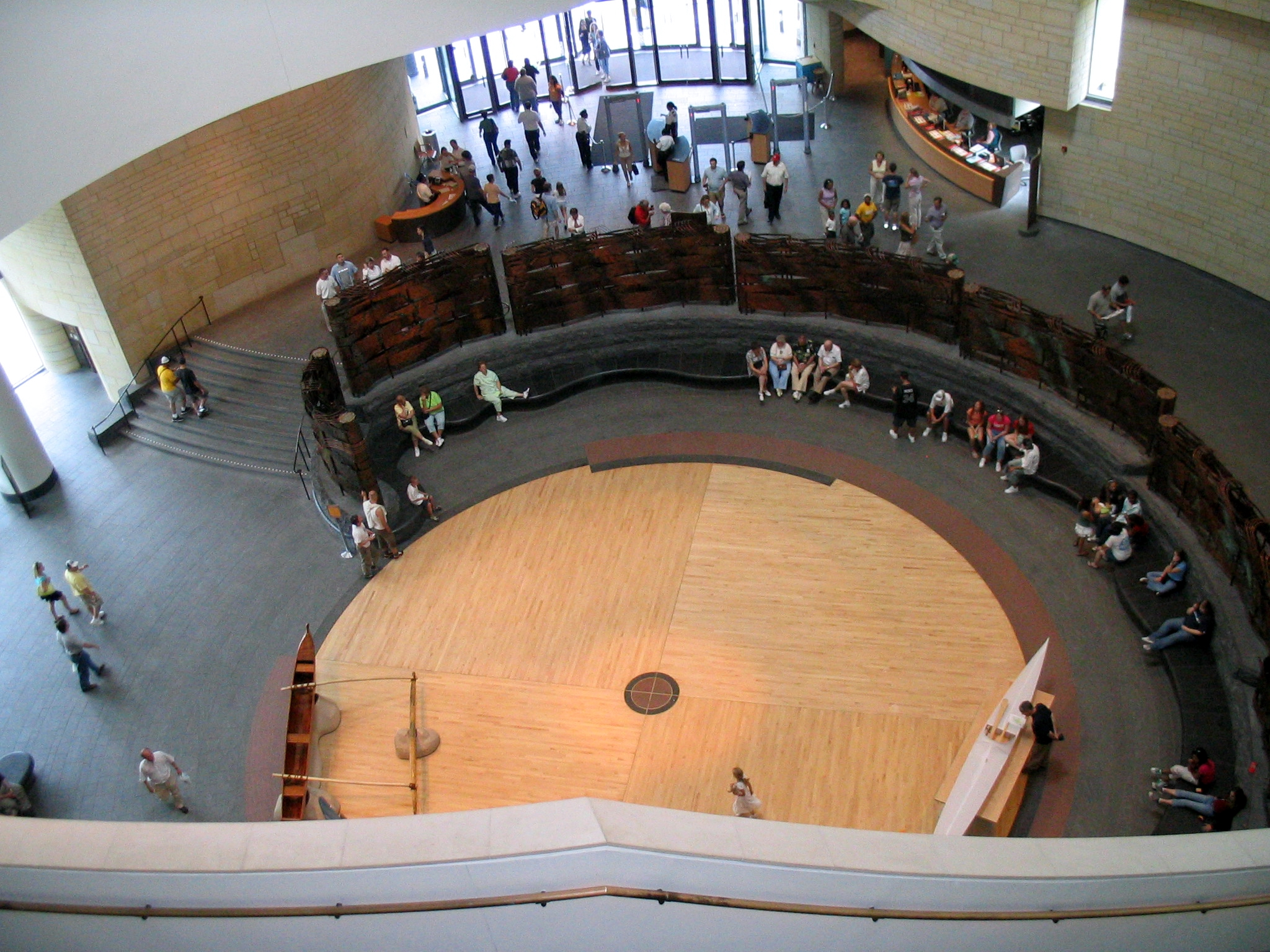
Интерьер музея.
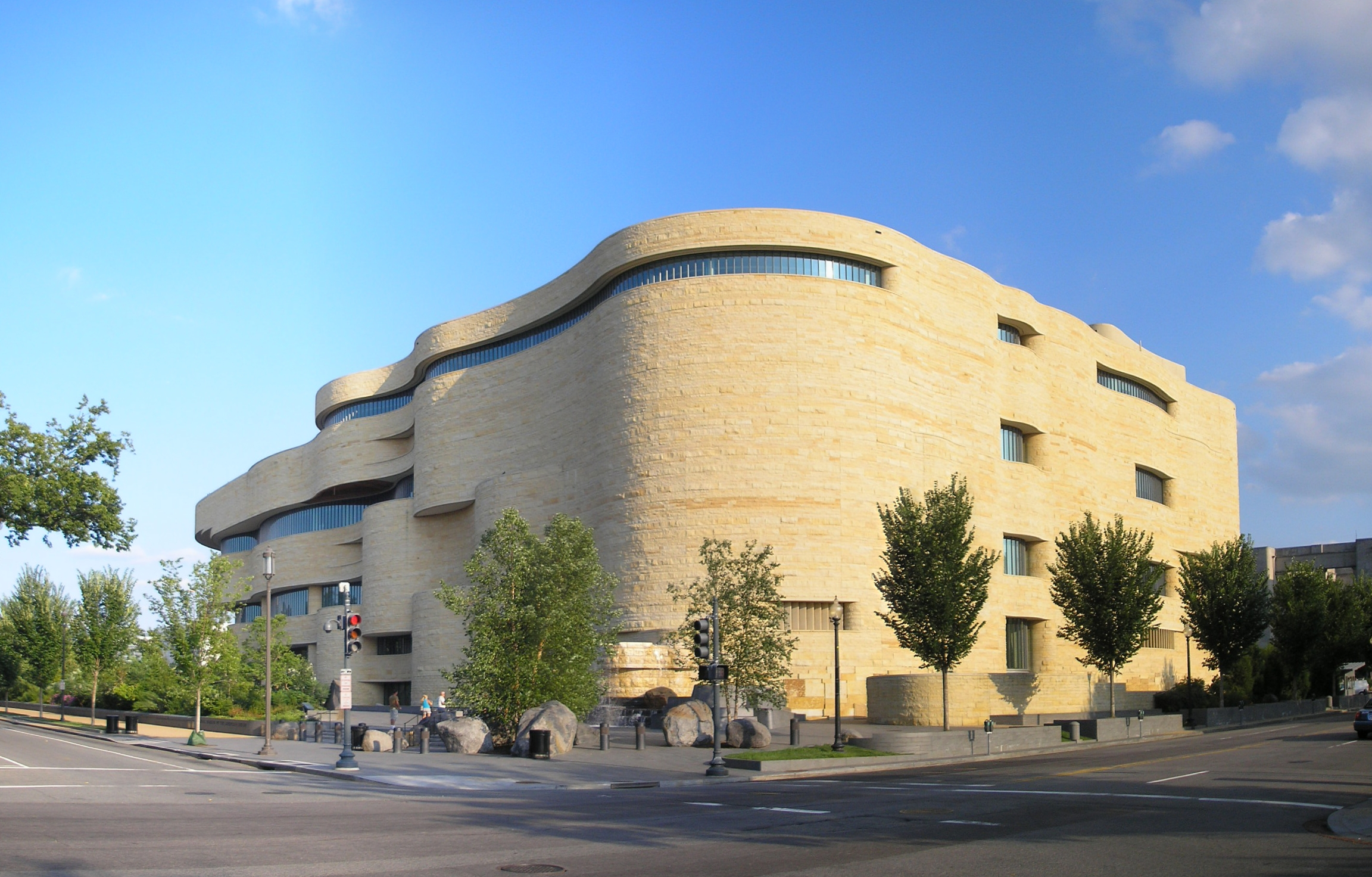
Вид на музей с севера.
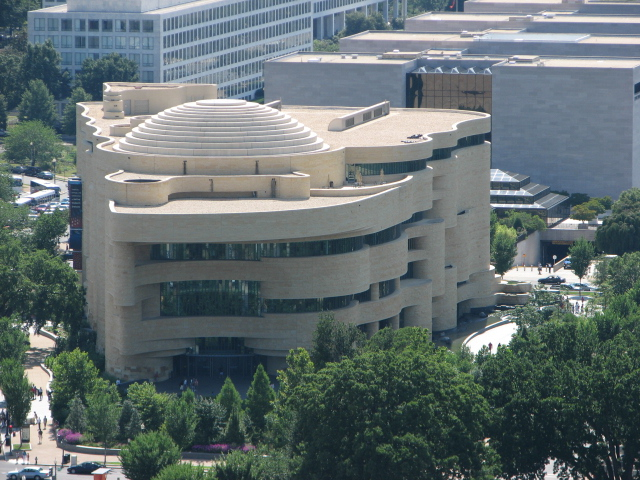
Вид на музей из Капитолия США.